# Дрошев
Дрошев (пол. Droszew, нім. Drosenau) — село в Польщі, у гміні Нові Скальмежиці Островського повіту Великопольського воєводства.
Населення — 294 особи (2011).

## Демографія
Демографічна структура станом на 31 березня 2011 року:
|          | Загалом | Допрацездатний вік | Працездатний вік | Постпрацездатний вік |
| -------- | ------- | ------------------ | ---------------- | -------------------- |
| Чоловіки | 149     | 23                 | 104              | 22                   |
| Жінки    | 145     | 22                 | 87               | 36                   |
| Разом    | 294     | 45                 | 191              | 58                   |